# 塔拉坎
塔拉坎（羅馬化：Talakan）是俄罗斯阿穆尔州的市级镇，属布列亚区，位于阿穆尔河支流布列亚河右岸，在区行政中心新布列伊斯基东北约60（37英里）处。
该地2021年有人口4,046人；2010年人口5,176；2002年人口6,545；1989年人口4,479。